# Danh sách thủ tướng Áo
Dưới đây là danh sách thủ tướng của Áo, người được tổng thống Áo bổ nhiệm và là lãnh đạo thực tế của của đất nước. Thủ tướng Áo cũng là người lãnh đạo nội các mà trong đó bao gồm phó thủ tướng và các bộ trưởng trong thành phần nội các của nước này.
Chức thủ tướng Áo được thành lập năm 1918, sau khi kết thúc Thế chiến thứ nhất, bởi Quốc hội Lâm thời Đức-Áo. Chức vụ đứng đầu lúc bấy giờ được gọi là Thủ tướng nhà nước Cộng hoà Đức-Áo, với người được bầu giữ chức đầu tiên bởi Hội đồng Nhà nước là Karl Renner. Phe Hiệp ước không đồng ý không đồng ý sát nhập Đức-Áo vào cộng hoà Weimar, do đó người Áo chấp nhận thành lập nền cộng hoà thứ nhất. Chức vụ theo đó cũng thay đổi từ Thủ tướng nhà nước sang Thủ tướng Liên bang, với Michael Mayr là thủ tướng liên bang đầu tiên của nhà nước mới này. Đến tháng 5 năm 1934, Engelbert Dollfuss ban hành hiến pháp mới và chế độ độc tài toàn trị theo đó được thiết lập với tên gọi Nhà nước Liên bang Áo. Sau khi Dollfuss bị ám sát bởi một nhóm các thành viên Phát xít thân Đức, Kurt Schuschnigg kế vị Dollfuss làm thủ tướng Áo và ông tiếp tục cho duy trì chế độ độc tài này. Áo sau đó sát nhập vào Đức năm 1938, sau khi Arthur Seyss-Inquart lên làm thủ tướng tạm quyền được hai ngày.
Hệ thống chính quyền cũ của Áo sau khi bị Đức quốc xã chiếm đóng không còn nữa và người đứng đầu vùng lúc này là một Reichsstatthalter/Reichskommissar. Sau năm 1940, Áo đổi tên thành Ostmark và hoàn toàn mất quyền tự trị. Phần lãnh thổ Áo bị phân chia thành các đơn vị hành chính khác nhau trực thuộc Đức quốc xã. Sau khi giải phóng Viên khỏi ách thống trị của người Đức và không lâu sau đó là sự đầu hàng của Đức quốc xã, nước Áo tái thiết lập nền cộng hoà của riêng mình. Tuy nhiên, trong 10 năm đầu tiên sau khi giải phóng khỏi Đức quốc xã, Áo vẫn nằm dưới sự quản lý quân sự của quân Đồng Minh dưới danh nghĩa là Hội đồng Quản thúc Đồng Minh.
Từ khi nền tới nay, hai đảng nắm quyền chính trong quốc hội là Đảng Nhân dân (tiền thân là Đảng Xã hội Thiên chúa giáo) với 19 lần đứng đầu nội các cùng 8 lần tham gia nội các với tư cách là đảng thành viên, và Đảng Dân chủ Xã hội (tiền thân là Đảng Công nhân Dân chủ Xã hội) với 11 lần đứng đầu nội các và 5 lần tham gia với tư cách đảng thành viên.
Với trường hợp sau khi bầu cử quốc hội hoặc khi vị trí bị khuyết, tổng thống thường chọn lãnh đạo của đảng lớn nhất trong nội các làm thủ tướng và bổ nhiệm các thành viên còn lại của nội các dựa trên đề xuất của thủ tướng. Nếu một thủ tướng đương nhiệm qua đời, từ chức hoặc không thể thực hiện các quyền hạn và nhiệm vụ của văn phòng thì phó thủ tướng sẽ trở thành quyền thủ tướng. Nếu phó thủ tướng vắng mặt vì một lý do nào đó, các thành viên khác trong nội các sẽ thay thế theo thâm niên làm việc của mình.

## Danh sách
| Thủ tướng                               | Chân dung   | Thời gian tại nhiệm                                           | Bầu cử | Đảng                      | Đảng                           | Nội các (Liên minh nội các)                    | Ct                   |
| --------------------------------------- | ----------- | ------------------------------------------------------------- | ------ | ------------------------- | ------------------------------ | ---------------------------------------------- | -------------------- |
| Karl Renner (1870 – 1950)               | không khung | 30 tháng 10 năm 1918 – 7 tháng 7 năm 1920 (1 năm, 251 ngày)   | 1919   | SDAPÖ                     |                                | Renner I-II-III (SDAPÖ • CS • GDVP)            | [ 11 ] [ 12 ] [ 13 ] |
| Michael Mayr (1864 – 1922)              | không khung | 7 tháng 7 năm 1920 – 21 tháng 6 năm 1921 (349 ngày)           | 1920   | CS                        |                                | Mayr I-II (CS • SDAPÖ)                         | [ 14 ]               |
| Johann Schober (1874 – 1932)            | không khung | 21 tháng 6 năm 1921 – 26 tháng 1 năm 1922 (219 ngày)          | –      | Kh.đ                      |                                | Schober I (CS • GDVP • Phe kỹ trị)             | [ 15 ]               |
| Walter Breisky (1871 – 1941)            |             | 26 – 27 tháng 1 năm 1922 (1 ngày)                             | –      | CS                        |                                | Breisky I (CS • GDVP)                          | [ 15 ]               |
| Johann Schober (1874 – 1932)            | không khung | 27 tháng 1 – 31 tháng 5 năm 1922 (124 ngày)                   | –      | Kh.đ                      |                                | Schober II (CS • GDVP • Phe kỹ trị)            | [ 15 ]               |
| Ignaz Seipel (1876 – 1932)              | không khung | 31 tháng 5 năm 1922 – 20 tháng 11 năm 1924 (2 năm, 173 ngày)  | 1923   | CS                        |                                | Seipel I-II-III (CS • GDVP • Phe kỹ trị)       | [ 16 ]               |
| Rudolf Ramek (1881 – 1941)              | không khung | 20 tháng 11 năm 1924 – 20 tháng 10 năm 1926 (1 năm, 334 ngày) | –      | CS                        |                                | Ramek I-II (CS • GDVP)                         | [ 17 ]               |
| Ignaz Seipel (1876 – 1932)              | không khung | 20 tháng 10 năm 1926 – 4 tháng 5 năm 1929 (2 năm, 196 ngày)   | 1927   | CS                        |                                | Seipel IV-V (CS • GDVP • LBd)                  | [ 16 ]               |
| Ernst Streeruwitz (1874 – 1952)         | không khung | 4 tháng 5 – 26 tháng 9 năm 1929 (145 ngày)                    | –      | CS                        |                                | Streeruwitz (CS • LBd)                         | [ 18 ]               |
| Johann Schober (1874 – 1932)            | không khung | 26 tháng 9 năm 1929 – 30 tháng 9 năm 1930 (1 năm, 4 ngày)     | –      | Kh.đ                      |                                | Schober III (CS)                               | [ 15 ]               |
| Carl Vaugoin (1873 – 1949)              | không khung | 30 tháng 9 – 4 tháng 12 năm 1930 (65 ngày)                    | –      | CS                        |                                | Vaugoin (CS)                                   | [ 19 ]               |
| Otto Ender (1875 – 1960)                | không khung | 4 tháng 12 năm 1930 – 20 tháng 6 năm 1931 (198 ngày)          | 1930   | CS                        |                                | Ender (CS)                                     | [ 19 ]               |
| Karl Buresch (1878 – 1936)              | không khung | 20 tháng 6 năm 1931 – 20 tháng 5 năm 1932 (335 ngày)          | –      | CS                        |                                | Buresch I–II (CS • LBd)                        | [ 20 ]               |
| Engelbert Dollfuß (1892 – 1934)         | không khung | 20 tháng 5 năm 1932 – 25 tháng 7 năm 1934 † (2 năm, 66 ngày)  | –      | CS                        |                                | Dollfuß I (CS • LBd • Heimwehr)                | [ 20 ]               |
| Engelbert Dollfuß (1892 – 1934)         | không khung | 20 tháng 5 năm 1932 – 25 tháng 7 năm 1934 † (2 năm, 66 ngày)  | –      | VF                        |                                | Dollfuß II (VF)                                | [ 20 ]               |
| Ernst Rüdiger Starhemberg (1899 – 1956) |             | 25 tháng 7 năm 1934 – 29 tháng 7 năm 1934 (4 ngày)            | –      | VF                        |                                | Dollfuß II (VF)                                | [ 21 ]               |
| Kurt Schuschnigg (1897 – 1977)          | không khung | 29 tháng 7 năm 1934 – 11 tháng 3 năm 1938 (3 năm, 225 ngày)   | –      | VF                        |                                | Schuschnigg I–II–III–IV–V (VF)                 | [ 22 ]               |
| Arthur Seyß-Inquart (1892 – 1946)       | không khung | 11 – 13 tháng 3 năm 1938 (2 ngày)                             | –      | Kh.đ (Liên kết với NSDAP) |                                | Seyß-Inquart (NSDAP)                           | [ 23 ] [ 24 ]        |
| Karl Renner (1870 – 1950)               | không khung | 27 tháng 4 – 20 tháng 12 năm 1945 (237 ngày)                  | –      | SPÖ                       |                                | Renner IV (SPÖ • ÖVP • GDVP)                   | [ 25 ] [ 26 ] [ 27 ] |
| Leopold Figl (1902 – 1965)              | không khung | 20 tháng 12 năm 1945 – 2 tháng 4 năm 1953 (7 năm, 46 ngày)    | 1945   | ÖVP                       |                                | Figl I–II–III (ÖVP • SPÖ)                      | [ 28 ]               |
| Leopold Figl (1902 – 1965)              | không khung | 20 tháng 12 năm 1945 – 2 tháng 4 năm 1953 (7 năm, 46 ngày)    | 1949   | ÖVP                       |                                | Figl I–II–III (ÖVP • SPÖ)                      | [ 28 ]               |
| Julius Raab (1891 – 1964)               | không khung | 2 tháng 4 năm 1953 – 11 tháng 4 năm 1961 (7 năm, 315 ngày)    | 1953   | ÖVP                       |                                | Raab I–II–III–IV (ÖVP • SPÖ)                   | [ 29 ]               |
| Julius Raab (1891 – 1964)               | không khung | 2 tháng 4 năm 1953 – 11 tháng 4 năm 1961 (7 năm, 315 ngày)    | 1956   | ÖVP                       |                                | Raab I–II–III–IV (ÖVP • SPÖ)                   | [ 29 ]               |
| Julius Raab (1891 – 1964)               | không khung | 2 tháng 4 năm 1953 – 11 tháng 4 năm 1961 (7 năm, 315 ngày)    | 1959   | ÖVP                       |                                | Raab I–II–III–IV (ÖVP • SPÖ)                   | [ 29 ]               |
| Alfons Gorbach (1898 – 1972)            | không khung | 11 tháng 4 năm 1961 – 2 tháng 4 năm 1964 (2 năm, 357 ngày)    | 1962   | ÖVP                       |                                | Gorbach I–II (ÖVP • SPÖ)                       | [ 30 ]               |
| Josef Klaus (1910 – 2001)               | không khung | 2 tháng 4 năm 1964 – 21 tháng 4 năm 1970 (6 năm, 19 ngày)     | –      | ÖVP                       |                                | Klaus I (ÖVP • SPÖ)                            | [ 31 ]               |
| Josef Klaus (1910 – 2001)               | không khung | 2 tháng 4 năm 1964 – 21 tháng 4 năm 1970 (6 năm, 19 ngày)     | 1966   | ÖVP                       | Klaus II (ÖVP)                 |                                                | [ 31 ]               |
| Bruno Kreisky (1911 – 1990)             | không khung | 21 tháng 4 năm 1970 – 24 tháng 5 năm 1983 (13 năm, 33 ngày)   | 1970   | SPÖ                       |                                | Kreisky I–II–III–IV (SPÖ)                      | [ 32 ]               |
| Bruno Kreisky (1911 – 1990)             | không khung | 21 tháng 4 năm 1970 – 24 tháng 5 năm 1983 (13 năm, 33 ngày)   | 1971   | SPÖ                       |                                | Kreisky I–II–III–IV (SPÖ)                      | [ 32 ]               |
| Bruno Kreisky (1911 – 1990)             | không khung | 21 tháng 4 năm 1970 – 24 tháng 5 năm 1983 (13 năm, 33 ngày)   | 1975   | SPÖ                       |                                | Kreisky I–II–III–IV (SPÖ)                      | [ 32 ]               |
| Bruno Kreisky (1911 – 1990)             | không khung | 21 tháng 4 năm 1970 – 24 tháng 5 năm 1983 (13 năm, 33 ngày)   | 1979   | SPÖ                       |                                | Kreisky I–II–III–IV (SPÖ)                      | [ 32 ]               |
| Fred Sinowatz (1929 – 2008)             | không khung | 24 tháng 5 năm 1983 – 16 tháng 6 năm 1986 (3 năm, 23 ngày)    | 1983   | SPÖ                       |                                | Sinowatz (SPÖ • FPÖ)                           | [ 33 ]               |
| Franz Vranitzky (sinh 1937)             | không khung | 16 tháng 6 năm 1986 – 28 tháng 1 năm 1997 (10 năm, 226 ngày)  | 1986   | SPÖ                       |                                | Vranitzky I–II (SPÖ • FPÖ)                     | [ 34 ]               |
| Franz Vranitzky (sinh 1937)             | không khung | 16 tháng 6 năm 1986 – 28 tháng 1 năm 1997 (10 năm, 226 ngày)  | 1990   | SPÖ                       | Vranitzky III–IV–V (SPÖ • ÖVP) |                                                | [ 34 ]               |
| Franz Vranitzky (sinh 1937)             | không khung | 16 tháng 6 năm 1986 – 28 tháng 1 năm 1997 (10 năm, 226 ngày)  | 1994   | SPÖ                       | Vranitzky III–IV–V (SPÖ • ÖVP) |                                                | [ 34 ]               |
| Franz Vranitzky (sinh 1937)             | không khung | 16 tháng 6 năm 1986 – 28 tháng 1 năm 1997 (10 năm, 226 ngày)  | 1995   | SPÖ                       | Vranitzky III–IV–V (SPÖ • ÖVP) |                                                | [ 34 ]               |
| Viktor Klima (sinh 1947)                | không khung | 28 tháng 1 năm 1997 – 4 tháng 2 năm 2000 (3 năm, 7 ngày)      | –      | SPÖ                       |                                | Klima (SPÖ • ÖVP)                              | [ 35 ]               |
| Wolfgang Schüssel (sinh 1945)           | không khung | 4 tháng 2 năm 2000 – 11 tháng 1 năm 2007 (6 năm, 341 ngày)    | 1999   | ÖVP                       |                                | Schüssel I (ÖVP • FPÖ) Schüssel II (ÖVP • BZÖ) | [ 36 ]               |
| Wolfgang Schüssel (sinh 1945)           | không khung | 4 tháng 2 năm 2000 – 11 tháng 1 năm 2007 (6 năm, 341 ngày)    | 2002   | ÖVP                       |                                | Schüssel I (ÖVP • FPÖ) Schüssel II (ÖVP • BZÖ) | [ 36 ]               |
| Alfred Gusenbauer (sinh 1960)           | không khung | 11 tháng 1 năm 2007 – 2 tháng 12 năm 2008 (1 năm, 326 ngày)   | 2006   | SPÖ                       |                                | Gusenbauer (SPÖ • ÖVP)                         | [ 37 ]               |
| Werner Faymann (sinh 1960)              | không khung | 2 tháng 12 năm 2008 – 9 tháng 5 năm 2016 (7 năm, 159 ngày)    | 2008   | SPÖ                       |                                | Faymann I–II (SPÖ • ÖVP)                       | [ 38 ]               |
| Werner Faymann (sinh 1960)              | không khung | 2 tháng 12 năm 2008 – 9 tháng 5 năm 2016 (7 năm, 159 ngày)    | 2013   | SPÖ                       |                                | Faymann I–II (SPÖ • ÖVP)                       | [ 38 ]               |
| Reinhold Mitterlehner (sinh 1966)       | không khung | 9 tháng 5 năm 2016 – 17 tháng 5 năm 2016 (8 ngày)             | –      | ÖVP                       |                                | Faymann II (SPÖ • ÖVP)                         | [ 39 ] [ 40 ]        |
| Christian Kern (sinh 1955)              | không khung | 17 tháng 5 năm 2016 – 18 tháng 12 năm 2017 (1 năm, 215 ngày)  | –      | SPÖ                       |                                | Kern (SPÖ • ÖVP)                               | [ 41 ]               |
| Sebastian Kurz (sinh 1986)              | không khung | 18 tháng 12 năm 2017 – 28 tháng 5 năm 2019 (1 năm, 161 ngày)  | 2017   | ÖVP                       |                                | Kurz I (ÖVP • FPÖ)                             | [ 42 ]               |
| Brigitte Bierlein (1949 – 2024)         | không khung | 28 tháng 5 năm 2019 – 7 tháng 1 năm 2020 (218 ngày)           | –      | Kh.đ                      |                                | Bierlein (Phe kỹ trị)                          | [ 43 ] [ 44 ]        |
| Sebastian Kurz (sinh 1986)              | không khung | 7 tháng 1 năm 2020 – 11 tháng 10 năm 2021 (1 năm, 277 ngày)   | 2019   | ÖVP                       |                                | Kurz II (ÖVP • Xanh)                           | [ 42 ]               |
| Alexander Schallenberg (sinh 1969)      | không khung | 11 tháng 10 năm 2021 – 6 tháng 12 năm 2021 (56 ngày)          | –      | ÖVP                       |                                | Schallenberg (ÖVP • Xanh)                      | [ 45 ]               |
| Karl Nehammer (sinh 1972)               | không khung | 6 tháng 12 năm 2021 – 10 tháng 1 năm 2025 (3 năm, 35 ngày)    | –      | ÖVP                       |                                | Nehammer (ÖVP • Xanh)                          | [ 46 ]               |
| Alexander Schallenberg (sinh 1969)      | không khung | 10 tháng 1 năm 2025 – 3 tháng 3 năm 2025 (52 ngày)            | –      | ÖVP                       |                                | Nehammer (ÖVP • Xanh)                          | [ 47 ]               |
| Christian Stocker (sinh 1960)           |             | Từ 3 tháng 3 năm 2025 (30 ngày)                               | 2024   | ÖVP                       |                                | Stocker (ÖVP • SPÖ • NEOS)                     | [ 48 ]               |